# Beït-Shéarim
Beït-Shéarim (בית שערים) est une ville antique de Basse Galilée, qui abrita le Sanhédrin du IIIe siècle ap. J.-C. jusqu'au milieu du IVe siècle ap. J.-C. Le lieu servit également de cimetière juif au IIe – IIIe siècle. Sur le site a été découvert plus de 100 grottes d'inhumation taillées dans la roche (qu'elles soient communes ou familiales), plus de 300 écritures en différentes langues et les restes d'une antique synagogue et d'un bâtiment public. Beït-Shéarim est depuis devenu un parc national comprenant un nombre important de vestiges archéologiques. Seules les grottes 13, 14 et 20 sont visitables. Sur le site se dresse le mausolée créé en hommage à Alexander Zaïd.
La première campagne de fouilles a lieu en 1871.
Alexander Zaïd, habitant non loin, mène lui aussi des fouilles sur les lieux. C'est l'archéologue israélien Nahman Avigad qui dirige une seconde puis une troisième campagne de 1936 à 1940 et de 1953 à 1955; une quatrième enfin de 1956 à 1959, année durant laquelle Beït-Shéarim est déclaré parc national.

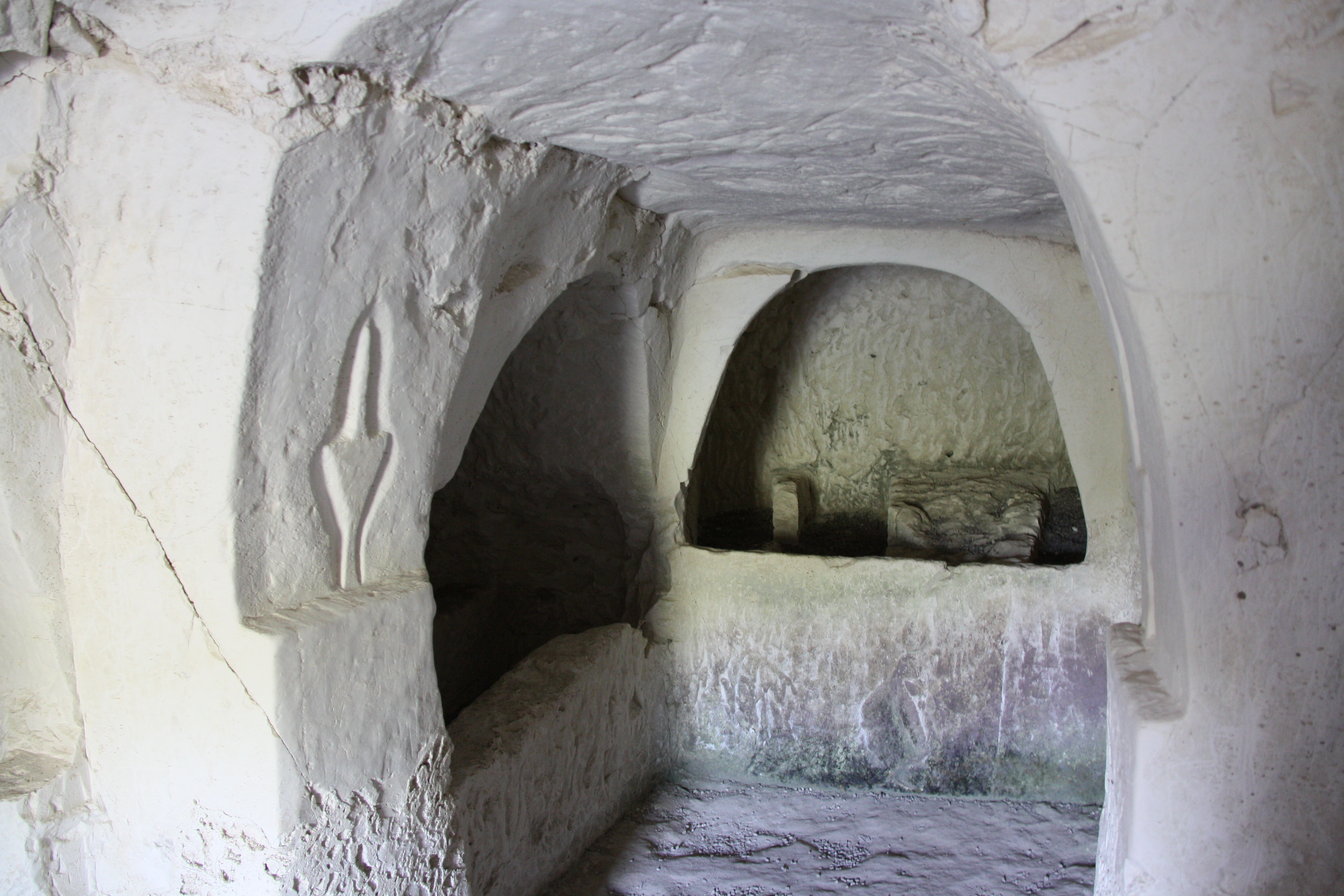
Intérieur de la caverne des Loulavs

Les découvertes archéologiques sont principalement datées de l'époque de la Mishna (Ier siècle av. J.-C.-200 ap. J.-C.) et de celle du Talmud (200 ap. J.-C.-fin du Ve siècle). Néanmoins, la présence humaine sur les lieux est attestée depuis le IXe siècle av. J.-C. Beït-Shéarim est depuis cette période occupée, et ce jusqu'après l'époque du Talmud.
Dans son autobiographie (Vita, XXIV, 118-119), Flavius Josèphe mentionne l'endroit comme étant situé à 60 stades (7 km) de Simonia (aujourd'hui "Tel-Shomron"), sous le nom de Besara. Il écrit que Beït-Shéarim était une propriété appartenant aux descendants d'Hérode le Grand, bien qu'après l'échec de la première révolte juive elle fût revenue aux empereurs romains.
Après la destruction de Jérusalem en 70 ap. J.-C., la présence du sage Yohanan Ben-Nuri, proche de Rabbi Akiva et de Rabbi Shimon bar Yohaï y est mentionnée. Durant la révolte de Bar Kokhba, Beït-Shéarim ne sera pas touchée car de moindre importance, et ce n'est qu'avec le passage du Sanhédrin et de Rabbi Juda Hanassi, de Shefa Amr à Beït-Shéarim, que le lieu devient un considérable pôle d'activité  spirituelle.
Le bâtiment public, situé sur l'élévation naturelle au centre du site, est construit à l'époque de Rabbi Juda Hanassi. Son mur-Ouest, partie la mieux conservée de l'édifice, servait également de muraille à la ville. Depuis la façade-Nord, on accède au bâtiment par un couloir faisant office d'entrée principale. L'eau de pluie était récupérée grâce à un système de rigoles creusées sur la façade orientale de l'édifice et conduisant à des citernes aménagées sous le bâtiment.
La synagogue retrouvée sur les lieux (35 m/15 m) possède une entrée aménagée depuis la rue principale. On accède tout d'abord à un atrium, duquel trois entrées imposantes mènent à la salle de prière. Comme toutes les synagogues, celle de Beït-Shéarim est dirigée en direction de Jérusalem. Sa façade est enduite d'un revêtement coloré, par-dessus lequel ont été posées des plaques de marbre. Sur ces dernières sont gravées différentes dédicaces en grec, rendant hommage aux donateurs, fondateurs de l'édifice.
On note également la présence d'un pressoir à huile, composé de bassins carrés creusés dans le sol.
Le cimetière de Beït-Shéarim s'étend à l'Ouest et au Nord du monticule sur lequel se dresse le bâtiment public. Du fait de l'inhumation de Rabbi Juda Hanassi sur le lieu, Beït-Shéarim devient une place centrale où se font enterrer les Juifs de la Terre d'Israël comme ceux de la Diaspora. La grotte 14 semble être celle où Rabbi Juda Hanassi fut enterré. La grotte 20 est remarquable par le nombre important de ses sarcophages (plus de 130). On retrouve, inscrit sur ces derniers, de nombreuses inscriptions en hébreu. Les tombeaux sont décorés de formes géométriques et de sujets empruntés à la faune (lions, gazelles et aigles) et à la mythologie grecque. Les Juifs de Diaspora enterrés sur les lieux sont originaires de différentes régions, telles que Tyr, Sidon, Béryte (Beyrouth), Byblos, Palmyre, Antioche et Aila (l'Ezion-Geber biblique). Une partie des inscriptions retrouvée sur les murs des grottes est destinée à intimider les potentiels fouilleurs de tombes, les menaçant de malédictions.
Parmi les décorations empruntées à la tradition juive, on remarque la ménorah (de 27 formes différentes), le loulav, le cédrat, le shofar, des lampes à huile et l'Arche sainte. Ces derniers témoignent de l'art juif de l'époque en question.
Les habitants juifs de Beït-Shéarim vivent du produit de leurs terres, et principalement de la culture des vignes et des oliviers.
Les terres de Beït-Shéarim sont acquises par le KKL dans les années 1920, et en 1926, l'un des fondateurs du Hashomer, Alexander Zaïd s'y installe avec sa famille. Jusqu'à aujourd'hui, les descendants de la famille Zaïd y habitent. Sur ces mêmes terres est fondé le kibboutz Alonim. Beït-Shéarim est aussi devenu le principal site juif d'inhumation, de la Diaspora et de la Terre sainte. La nécroploe et les catacombes sont très grandes et souvent très complexes.